# 李正阳
李正阳（1958年2月—），中华人民共和国政治人物，云南会泽人，1978年11月参加工作，1982年10月加入中国共产党，中央党校研究生学历，第十一届全国人民代表大会云南地区代表。

## 生平
毕业于中央党校函授学院科学社会主义专业。历任曲靖地区会泽县金钟乡党委书记、乡长，会泽县委常委、办公室主任，会泽县委副书记、代县长、县长，曲靖行署财政局党组书记、局长，中共曲靖市委委员、麒麟区委书记、区人大主任，中共曲靖市委常委、宣威市委书记，曲靖市常务副市长等职。2007年6月担任中共保山市委副书记、代市长，同年12月当选为市长。2008年起担任全国人大代表。2009年12月，任中共保山市委书记。2016年2月，任云南省人民政府党组成员。2018年1月，任云南省政协副主席。2023年1月14日，卸任云南省政协副主席职务。